# University of Maine

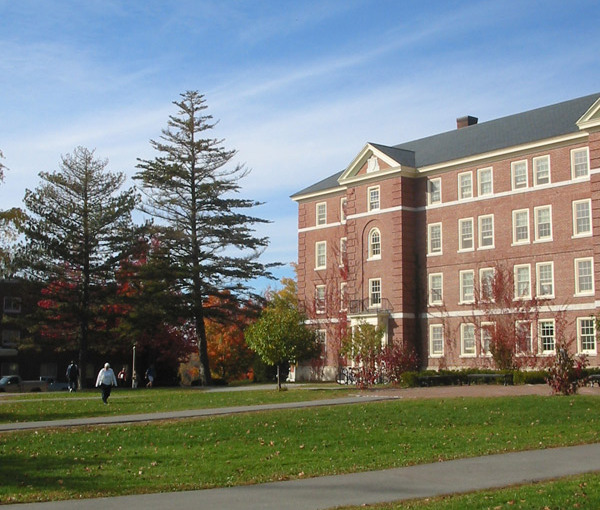
Oak Hall

Die University of Maine (auch UMaine genannt) ist eine staatliche Universität nahe Bangor in der Ortschaft Orono im US-Bundesstaat Maine. Mit über 11.000 Studenten ist sie der wichtigste Standort des University of Maine System und die größte Universität im Staat.

## Allgemeines
Die Hochschule ist besonders bekannt für ihre Forschung und Lehre in den Fachbereichen Ernährungswissenschaften, Forstwesen (Holzwissenschaft), Ingenieurwesen, Ozeanografie, Pädagogik und Wirtschaftswissenschaften.

## Geschichte
Die University of Maine wurde 1865 als Maine College of Agriculture and the Mechanic Arts gegründet und nahm 1897 ihren heutigen Namen an. Seit 1968 gehört sie dem University of Maine System (UMS) an, ein Verbund staatlicher Universitäten im US-Bundesstaat Maine. Dem Verbund gehören neben der University of Maine weitere Universitäten an, an denen ungefähr 34.700 Studenten eingeschrieben sind.
- University of Maine at Augusta
- University of Maine at Farmington
- University of Maine at Fort Kent
- University of Maine at Machias
- University of Maine at Presque Isle
- University of Southern Maine
- University of Maine School of Law

## Sport
Die Sportmannschaften der UMaine sind die Black Bears. Die Universität ist Mitglied der America East Conference.

## Berühmte Absolventen
- Shawn Anderson (* 1968) – Eishockeyspieler
- John Baldacci (* 1955) – Gouverneur von Maine
- Christian Becksvoort (* 1949) – Möbeltischler und Autor
- Lawrence Bender (* 1957) – Filmproduzent
- Ben Bishop (* 1986) – Eishockeytorwart
- Keith Carney (* 1970) – Eishockeyspieler
- Mike Dunham (* 1972) – Eishockeytorwart
- Nate Fox (1977–2014) – Basketballspieler
- Jimmy Howard (* 1984) – Eishockeytorwart
- Ben Hutton (* 1993) – Eishockeyspieler
- Paul Kariya (* 1974) – Eishockeyspieler
- Stephen King (* 1947) – Schriftsteller
- Tabitha King (* 1949) – Autorin und Ehefrau von Stephen King
- Bernard Lown (1921–2021) – Kardiologe und Friedensnobelpreisträger
- Gustav Nyquist (* 1989) – Eishockeyspieler
- Dustin Penner (* 1982) – Eishockeyspieler
- Devin Shore (* 1994) – Eishockeyspieler
- Garth Snow (* 1969) – Eishockeytorwart und -funktionär
- Olympia Snowe (* 1947) – Senatorin
- John Tortorella (* 1958) – Eishockeyspieler und -trainer
- Eric Weinrich (* 1966) – Eishockeyspieler